# Рєзник Микола Миколайович
Мико́ла Микола́йович Рє́зник (15 квітня 1929, Літки — 3 березня 2001, Літки) — український радянський художник кіно; член Спілки радянських художників України і Спілки кінематографістів України. Чоловік художниці по костюмам Сталіни Рудько, батько кінорежисерки Галини Шигаєвої.

## Біографія
Народився 15 квітня 1929 року у селі Літках (нині Броварський район Київської області, Україна) в селянській сім'ї. 1948 року закінчив Київське училище; 1955 рокуі — Львівський інститут прикладного і декоративного мистецтва, де був учнем Йосипа Бокшая.
З 1955 року — художник-постановник Київської студії художніх фільмів. Мешкав у Києві в будинку на вулиці Довженка, № 8, квартира № 23 та у селі Літках в будинку на провулку Рибальському, № 7. Помер у Літках 3 березня 2001 року.

## Творчість
Працював у галузі театрального та кіномистецтва. Оформив кінокартини:
- «Діти сонця» (1956);
- «Ластівка» (1957);
- «Дорогою ціною» (1957);
- «Григорій Сковорода» (1958);
- «Коли починається юність» (1959);
- «Концерт майстрів мистецтва» (1959);
- «Це було навесні» (1959);
- «Солдатка» (1959);
- «Звичайна історія» (1960);
- «Повія» (1961);
- «Ми, двоє чоловіків» (1962);
- «Сейм виходить з берегів» (1962);
- «Три доби після безсмертя» (1963);
- «Наймичка» (1963);
- «Сон» (1964);
- «Немає невідомих солдатів» (1965);
- «Театр і поклонники» (1967);
- «Камінний хрест» (1968);
- «Острів Вовчий» (1969);
- «Скарби палаючих скель» (1969);
- «Назвіть ураган „Марією“» (1969);
- «Потяг у далекий серпень» (1971);
- «Пам'ять землі» (1976, т/ф, 5 с);
- «Під сузір'ям Близнюків» (1978);
- «Червоне поле» (1979, т/ф, 2 с);
- «Така пізня, така тепла осінь» (1981, декоратор у співавторстві);
- «Вечори на хуторі біля Диканьки» (1983);
- «Розповідь барабанщика» (1985);
- «Жменяки» (1987);
- «Блакитна троянда» (1988);
- «Етюди про Врубеля» (1989, у співавторстві);
- «Відьма» (1990, живопис).

Брав участь у республіканських виставках з 1960 року, всесоюзних — з 1959 року, зарубіжних — з 1958 року. Ескізи декорацій до кінофільму «Дорогою ціною» демонструвались у 1958 році у Берліні і Лондоні на виставці, присвяченій 60-річчю світового кіно, а в 1959 році  — в Нью-Йорку на Всесвітній виставці художників кіно і театру разом з ескізами його декорацій до кінофільму «Коли починається юність».